# Барановский, Станислав Осипович
Станисла́в О́сипович Барано́вский (1876—1937) — кораблестроитель, начальник Пароходного завода в Кронштадте, Опытового бассейна, генерал-майор Корпуса корабельных инженеров. Герой Труда (1922).

## Биография
Барановский Станислав Осипович (Иосифович) родился 10 ноября 1876 года в деревне Митола, Новоладожского уезда Санкт-Петербургской губернии. Поляк.
В 1897 году окончил кораблестроительное отделение Технического училища морского ведомства в Кронштадте.
Служил в Кронштадтском военном порту, был начальником Пароходного завода. С 1901 года был писал статьи и был сотрудником кронштадтской газеты «Котлин».
В 1902 году окончил кораблестроительное отделение Николаевской военно-морской академии, вернулся в Кронштадтский порт. По заданию вице-адмирала С. О. Макарова участвовал в разработке «безбронного» крейсера.
В 1903 году произведён в звание старший помощник судостроителя.
Работал начальником конструкторского бюро Балтийского завода.
30 июля 1915 года был произведён в генерал-майоры Корпуса корабельных инженеров за отличную ревностную службу и особые труды, вызванные обстановкой войны со старшинством на осн. Выс. пов. (23 декабря 1913 г.).

## В советский период
После октябрьской революции продолжал работать на Балтийском заводе, по предложению рабочих в 1922 году удостоен звания «Герой труда».
С 1922 года был Уполномоченным Главного морского техническо-хозяйственного управления.
В 1925 году был назначен начальником Опытового бассейна в Ленинграде.
22 сентября 1937 года во время большого террора был арестован. 11 декабря 1937 года Комиссией НКВД и прокуратуры СССР приговорён и обвинён по статье 58-6-11 УК РСФСР к расстрелу. Расстрелян 20 декабря 1937 года.